# Breg pri Sinjem Vrhu
Brég pri Sínjem Vŕhu je naselje v Sloveniji.

## Geografija
Povprečna nadmorska višina naselja je 260 m.
Pomembnejša bližnja naselja so: Sinji vrh (5 km), Vinica (14 km) in Črnomelj (23 km).
Naselje sestavljajo zaselki: Breg, Hrib in Selce.

## Demografija
| Pregled števila prebivalstva po letih | Pregled števila prebivalstva po letih | Pregled števila prebivalstva po letih | Pregled števila prebivalstva po letih | Pregled števila prebivalstva po letih | Pregled števila prebivalstva po letih | Pregled števila prebivalstva po letih | Pregled števila prebivalstva po letih | Pregled števila prebivalstva po letih | Pregled števila prebivalstva po letih | Pregled števila prebivalstva po letih | Pregled števila prebivalstva po letih | Pregled števila prebivalstva po letih | Pregled števila prebivalstva po letih |      |
| ------------------------------------- | ------------------------------------- | ------------------------------------- | ------------------------------------- | ------------------------------------- | ------------------------------------- | ------------------------------------- | ------------------------------------- | ------------------------------------- | ------------------------------------- | ------------------------------------- | ------------------------------------- | ------------------------------------- | ------------------------------------- | ---- |
| 1869                                  | 1880                                  | 1890                                  | 1900                                  | 1910                                  | 1931                                  | 1948                                  | 1953                                  | 1961                                  | 1966                                  | 1971                                  | 1981                                  | 1991                                  | 2002                                  | 2024 |
| 136                                   | 125                                   | 103                                   | 97                                    | 89                                    | 85                                    | 57                                    | 62                                    | 61                                    | 55                                    | 50                                    | 35                                    | 40                                    | 5                                     | 9    |